# Place de la Croix-de-Pierre
Rond-point Pierre-Bourthoumieux
Pour les articles homonymes, voir Place de la Croix-de-Pierre (Rouen) et Rue Pierre-Bourthoumieux.
La place de la Croix-de-Pierre (en occitan : plaça de la Crotz de Pèira) est une voie de Toulouse, chef-lieu de la région Occitanie, dans le Midi de la France. Elle est occupée, au centre, par le rond-point Pierre-Bourthoumieux (en occitan : rotonda Pèire Bourthoumieux).

## Situation et accès

### Description
La place de la Croix-de-Pierre et le rond-point Pierre-Bourthoumieux sont des voies publiques. Elles se situent à la limite des quartiers du Fer-à-Cheval et de la Croix-de-Pierre.
La chaussée compte deux à trois voies de circulation automobile, tournant en sens unique dans le sens anti-horaire autour de la fontaine centrale, qui occupe la fonction d'un rond-point. Une piste cyclable à double-sens fait également le tour de la place.

### Voies rencontrées
La place de la Croix-de-Pierre rencontre les voies suivantes, dans l'ordre des numéros croissants :
1. Avenue de Muret
2. Rue de la Digue
3. Pont de la Croix-de-Pierre
4. Rue de la Digue
5. Avenue de Muret
6. Boulevard Déodat-de-Séverac
7. Rue Clément-Ader

### Transports

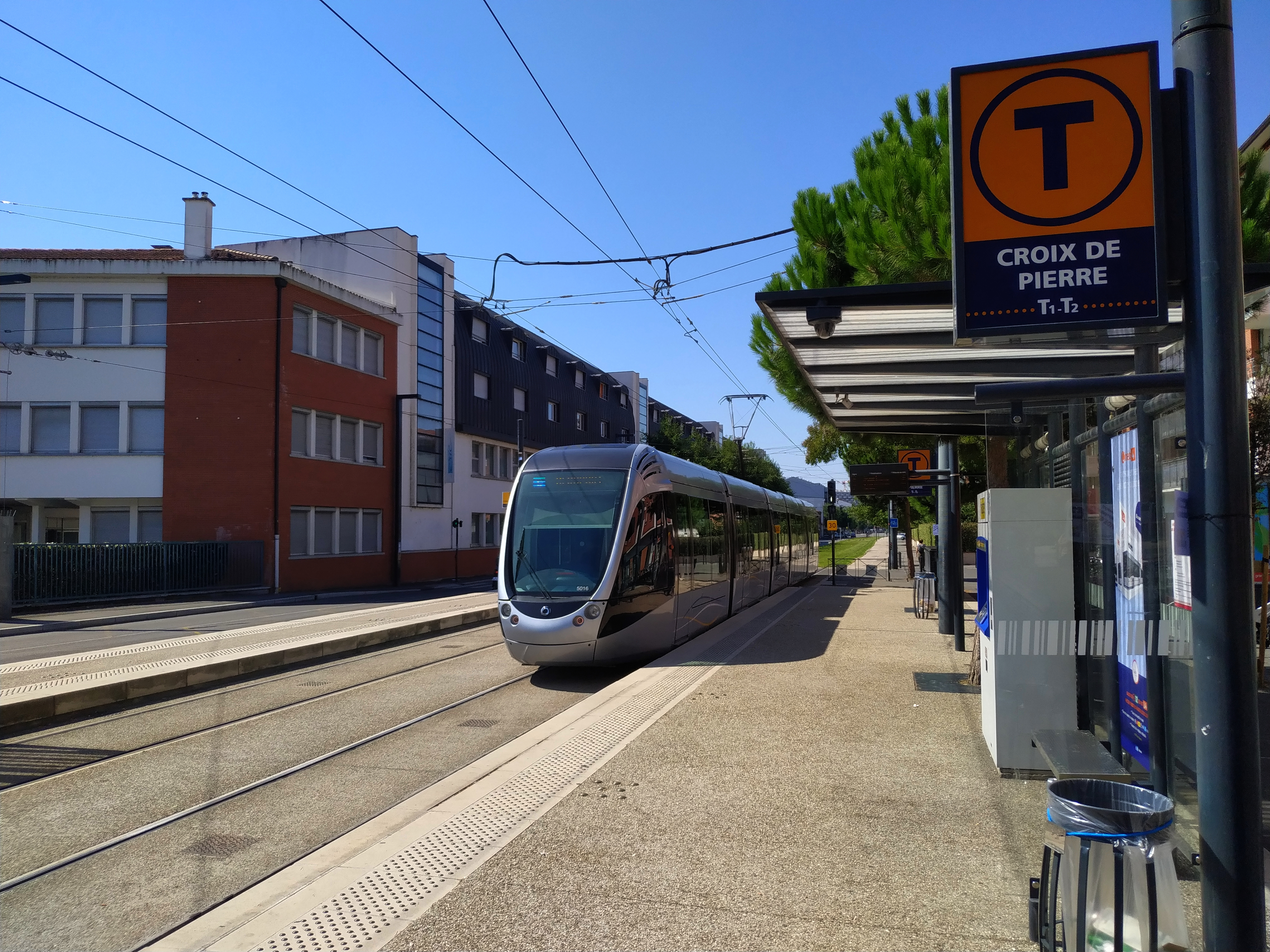
La station de tramway Croix-de-Pierre.

La place de la Croix-de-Pierre abrite une station de la ligne de tramway , qui permet de rejoindre, aux Arènes, la ligne de métro . La place est, de plus, traversée et desservie par les lignes de Linéo L4L5 et de bus 34152, qui relient la place à la station Empalot, sur la ligne de métro .
Il existe par ailleurs deux stations de vélos en libre-service VélôToulouse à proximité de la place de la Croix-de-Pierre : la station no 129 (2 boulevard Déodat-de-Séverac) et la station no 188 (121 avenue de Muret).

## Odonymie
La place de la Croix-de-Pierre rappelle la présence d'une croix de carrefour qui, d'abord placée dans une rue voisine, la rue Lafage, avait donné son nom au quartier. Elle fut placée au centre de la place vers 1850, mais fut renversée et brisée lors de la crue de la Garonne en 1875.
En 2000, l'espace central de la place a été nommé rond-point Pierre-Bourthoumieux – il existe également une rue Pierre-Bourthoumieux, dans le même quartier. Pierre Bourthoumieux (1908-1945), originaire de Cahors (Lot), né dans une famille socialiste, est lui-même une des figures majeures de la fédération du Lot dans les années 1930. Il s'installe cependant à Toulouse et ouvre son officine de pharmacie dans l'avenue de Muret (actuel no 122). En 1939, au début de la Seconde Guerre mondiale, il est mobilisé. De retour à Toulouse, en 1940, il est membre du Comité d'action socialiste de la zone Sud, puis rejoint le réseau Brutus. En décembre 1943, son domicile est perquisitionné par la police de Vichy, puis par les Allemands le 15, et il vit dans la clandestinité entre Toulouse, le Lot, Paris et Lyon. Il est cependant arrêté dans cette ville le 31 mars 1944, pour être finalement déporté au camp de concentration de Neuengamme. Il meurt lors de l'évacuation du camp,.

## Patrimoine et lieux d'intérêt

### Immeubles et maisons
- no  21 : immeuble (deuxième moitié du XIXe siècle)[5].

### Œuvres publiques

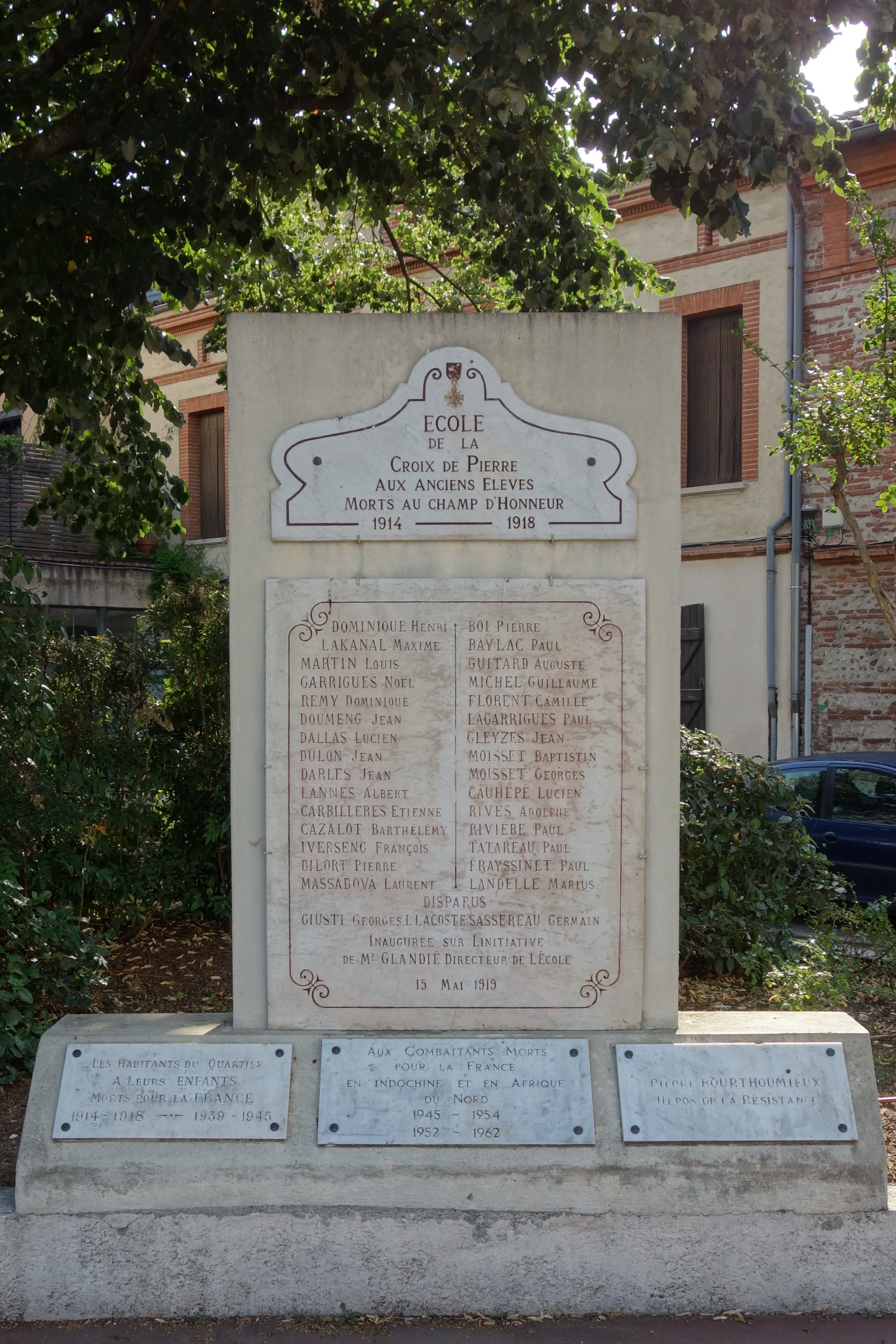
Le monument aux morts de la Croix-de-Pierre.

- monument aux morts de la Croix-de-Pierre.
Le monument aux morts du quartier de la Croix-de-Pierre est construit en 1999, à l'occasion du réaménagement de la place. Il est composé d'un socle et d'un fût en béton sur lesquels ont été fixées les plaques commémoratives, posées en 1919 sur l'école du quartier (actuel Espace Lafage, no 123 bis avenue de Muret et no 2 rue Raymond-Lafage). Il s'agit de deux plaques de marbre blanc veiné de gris. La première, chantournée, porte la dédicace et est décorée d'un motif de croix de guerre. L'autre est gravée de la liste des soldats morts au champ d'honneur durant la Première Guerre mondiale, anciens élèves de l'école de la Croix-de-Pierre. Trois nouvelles plaques, ajoutées par la suite, portent les noms des victimes de la Seconde Guerre mondiale, des guerres d'Indochine et d'Afrique du Nord, et de Pierre Bourthoumieux[6].

- fontaine de la Croix-de-Pierre.
La fontaine de la Croix-de-Pierre est créée en 1999, lors des travaux de réaménagement de la place de la Croix-de-Pierre, à la suite de la démolition de l'autopont qui franchissait la place en reliant le pont de la Croix-de-Pierre et le boulevard Déodat-de-Séverac. Elle consiste en un bassin bâti en béton et couvert d'un plaquis de pierre. Un ensemble de 48 jets d'eau de tailles différentes animent la fontaine. Au centre s'élève, sur une armature de tubes métalliques, une horloge monumentale[7].